# Нерухома кома
В інформатиці, число з нерухомою комою (англ. fixed-point number) — це представлення дійсного числа, що має фіксовану кількість чисел після (іноді перед) відокремлювальної коми. Представлення з нерухомою комою можна порівняти зі складнішим (і вимогливішим до обчислень) представлень з рухомою комою.
Числа з нерухомою комою корисні для подання дробових чисел, зазвичай з основою 2 або 10, коли центральний процесор не має математичного співпроцесора (англ. floating point unit, FPU) або нерухома кома має покращену швидкодію або точність. Найдешевші вбудовані мікропроцесори та мікроконтролери не мають співпроцесора.

## Представлення
Значення в форматі нерухомої коми по суті цілочисельне змасштабоване на певний множник визначений типом. Наприклад, значення 1,23 можна подати як 1230 з множником 1/1000, також значення 1230000 можна представити як 1230 з множником 1000. На відміну від типів з рухомою комою, множник один і той самий для типу і не змінюється під час обчислень.
Зазвичай множник це ступінь 10 (для зручності сприймання людиною) або ступінь 2 (для швидкості обчислень). Однак, іноді можуть використовуватись й інші значення, наприклад, час можна представити як тип з нерухомою точкою із множником 1/3600 з ціллю обчислення значень з точністю до секунди.
Найбільше значення типу з нерухомою комою — це просто найбільше значення, яке може бути представлене підлеглим цілочисельним типом, помножене на множник; так само для найменшого значення. Наприклад, розглянемо тип з нерухомою комою представлений як двійкове ціле з b бітами в доповняльному коді, з множником 1/2f (що значить, останні f бітів складають дробові біти): найменше можливе для представлення значення — −2b-1/2f, а найбільше — (2b-1−1)/2f.

## Застосування
- Щоб забезпечити мінімальну підтримку дробових чисел на процесорі, що підтримує лише цілі числа (наприклад, на мікроконтролері). Якщо не вирішуються некоректні задачі і СЛАР високого порядку, часто можна обійтися нерухомою комою — важливо тільки підібрати відповідну ціну (вагу) молодшого розряду для кожної з величин.

- Для прискорення обчислень в місцях, де не потрібна висока точність. У більшості сучасних[коли?] процесорів нерухома кома апаратно не реалізована, але навіть програмна нерухома кома дуже швидка — тому вона застосовується різного роду в ігрових рушіях, растеризаторах тощо. Наприклад, рушій Doom для вимірювання відстаней використовує фіксовану кому 16,16, для вимірювання кутів — 360°=65536.
- Для запису чисел, які за своєю природою мають постійну абсолютну похибку: координати в програмах верстки, позначки часу, грошові суми. Наприклад, здачу в супермаркеті, податки в країні обчислюють з точністю до копійки. А файли метрики шрифти TeX використовують 32-бітний рядковий тип з фіксованою комою (12,20). На подібні величини можна віддати і рухому кому з достатньою кількістю знаків мантиси — але тоді поле порядку стає зайвим.

- Крім того, кома фіксована веде себе абсолютно передбачувано — при підрахунку грошей це дозволяє налагодити різні види округлення, а в іграх — найпростіший спосіб реалізувати мультиплеєр і запис повторів.

Недолік нерухомої коми — дуже вузький діапазон чисел, з загрозою переповнення на одному кінці діапазону та втрати точності обчислень на іншому. Ця проблема призвела до винаходу рухомої  коми. Наприклад: якщо потрібна точність у 3 значущих цифрах, 4-байтова кома фіксована дає діапазон в 6 порядків (тобто, різниця приблизно 106 між найбільшим і найменшим числом), 4-байтове число одинарної точності — в 70 порядків.

## Реалізації
Деякі мови програмування надають вбудовану підтримку чисел з фіксованою комою, оскільки для більшості застосувань двійкове або десяткове представлення чисел з рухомою комою простіше і досить точно. Числа з рухомою комою простіше використовувати через їх більший динамічний діапазон, для них не потрібно попередньо задавати кількість цифр після коми. Якщо ж буде потрібно арифметиці з фіксованою комою, вона може бути реалізована програмістом навіть на мовах типу C і C++, які зазвичай не включають в себе такої арифметики.
Числа з нерухомою комою у форматі BCD часто використовуються для зберігання грошових величин — неточності від форматів з рухомою комою неприпустимі, а простенькі мікроконтролери платіжних терміналів BCD кращі за двійкове подання. Історично, числа з нерухомою комою часто використовувалися для десяткових типів даних, наприклад у мовах  PL/I і COBOL. Мова програмування Ada 2012 включає вбудовану підтримку чисел з нерухомою комою (як двійкових, так і десяткових чисел з рухомою комою. JOVIAL і Coral 66 надавали обидва формати.
Стандарт ISO/IEC TR 18037 додає підтримку чисел з фіксованою комою в мову C. Розробники компілятора GCC вже реалізували цю підтримку.
Практично всі СУБД і мова SQL підтримують арифметику з фіксованою комою і зберігання таких даних. Наприклад, PostgreSQL має спеціальний чисельний тип для точного зберігання чисел до 1000 цифр.
Відео-співпроцесори приставок PlayStation (Sony), Saturn (Sega), Game Boy Advance (Nintendo), Nintendo DS, GP2X  використовують арифметику з фіксованою комою для того, щоб збільшити пропускну здатність на архітектурах без FPU.
Стандарт OpenGL ES 1.x включає підтримку чисел з фіксованою комою, так як він створений для вбудованих систем, у яких часто немає FPU.

## Операції
- Додавання і віднімання чисел з нерухомою комою — це звичайні додавання і віднімання: {\displaystyle (x\pm y)'=x'\pm y'},.
- Аналогічно з множенням і діленням на цілочисельну константу: {\displaystyle (cx)'=c\cdot x'}.
- Множення і ділення відрізняються від цілочисельних на константу.

{\displaystyle (x\cdot y)'=\left[x'\cdot y'\cdot z\right]}={\displaystyle \left[{\frac {x'\cdot y'}{u}}\right]}
{\displaystyle \left({\frac {x}{y}}\right)'=\left[{\frac {x'}{z\cdot y'}}\right]=\left[{\frac {x'\cdot u}{y'}}\right],}
де [ ] — операція округлення до цілого. Зокрема, якщо в дробовій частині f біт:
{\displaystyle (x\cdot y)'=(x'\cdot y')\,\operatorname {shr} \,f,\,\,\,\,\left({\frac {x}{y}}\right)'={\frac {x'\,\operatorname {shl} \,f}{y'}}.}
- Для інших операцій, крім звичайних рядів Тейлора і ітераційних методів, широко застосовуються обчислення за таблицею.

Якщо операнди і результат мають різну ціну (вагу) молодшого розряду, формули більш складні — але іноді доводиться робити через велику різницю в порядку величин.
Для переведення чисел із формату з нерухомою комою у звичайний формат і навпаки застосовуються звичайні правила переведення десяткових чисел з однієї позиційної системи числення в іншу.